# Patrick Wang
Patrick Wang es un escritor, economista, director y actor estadounidense. Su primer largometraje, la aclamada y exitosa película independiente In the Family, se estrenó en 2011. Más tarde dirigió la aclamada película independiente de dos partes A Bread Factory en 2018.

## Primeros años
Wang es un taiwanés estadounidense de segunda generación. Se crio en Sugar Land, Texas, un suburbio de Houston. Se graduó del Instituto de Tecnología de Massachusetts con una licenciatura en economía y una concentración en música y artes teatrales.

## Carrera
Como economista, Wang ha estudiado política energética, teoría de juegos y desigualdad de ingresos en el Banco de la Reserva Federal, y otras organizaciones.

### Película
Su debut como director de largometraje In The Family, que escribió, dirigió, produjo y protagonizó, fue nominado para un premio Independent Spirit a la "Mejor ópera prima" y recibió críticas positivas y apareció en varias listas de películas a "Lo mejor del 2011".
Por la película, Wang también fue nombrado por la revista Filmmaker como una de las "25 caras nuevas del cine independiente".
Su segundo largometraje que escribió y dirigió se titula The Grief of Others (2015), basado en la novela de 2011 del mismo nombre de Leah Hager Cohen. La película se estrenó en el Festival de Cannes en 2015.
Su tercer largometraje, que se estrenó en dos partes, fue A Bread Factory (2018), sobre un centro comunitario de artes en la ciudad ficticia de Checkford, Nueva York. En relación con una retrospectiva de las películas de Wang en el Reino Unido e Irlanda, Phil Hoad en The Guardian escribió que "las películas de Wang, vistas juntas, muestran una visión cívica que exige atención".
Wang ha actuado, escrito y producido previamente cortometrajes como Little Mary y Surveillances, y también actuó en cortometrajes como Rushing River, Inherent Darkness and Enlightenment y Headspace .